# Mars 3
Mars 3 est une sonde spatiale soviétique lancée le 28 mai 1971, jumelle de Mars 2 (lancée quelques jours plus tôt, le 19 mai, dont l'atterrisseur s'est écrasé à la surface de la planète). Mars 3 comporte un orbiteur et un atterrisseur destinés à explorer la planète Mars. L'orbiteur ayant réussi son centrage autour de Mars, il libère l'atterrisseur qui, le 2 décembre de la même année, arrive intact sur le sol martien près de Sirenum Fossae grâce à un parachute et des rétrofusées. 
L'atterrisseur de Mars 3 est le premier engin de fabrication humaine à avoir réussi à se poser en douceur sur Mars. Cependant, vingt secondes seulement après avoir déployé ses instruments, il est victime d'une panne lui donnant juste le temps de transmettre une image sombre et floue de la planète, et l'empêchant ainsi de fournir des informations scientifiques.

## Contexte
Dès 1960, l'Union soviétique qui, contrairement aux États-Unis, dispose déjà à cette époque des lanceurs puissants requis pour des missions d'exploration interplanétaire, envoie deux sondes vers Mars. L'objectif des sondes est de photographier la surface de la planète mais également d'étudier le milieu interplanétaire et ses effets sur les équipements embarqués. Mais les deux tentatives Marsnik 1 (Mars 1960A) lancé le 10 octobre 1960 et Marsnik 2 (Mars 1960B), lancé quatre jours plus tard, échouent à la suite de défaillances du lanceur.
En 1962, trois nouvelles tentatives sont effectuées. Le 24 octobre 1962, Spoutnik 22 (aussi nommé Mars 1962A) explose au cours de la manœuvre d'insertion en orbite terrestre. Huit jours plus tard, Mars 1, qui doit survoler Mars afin de prendre des images de sa surface et transmettre des données sur sa structure atmosphérique ainsi que sur le rayonnement cosmique, réussit à échapper à l'attraction terrestre mais, alors qu'elle est à mi-distance de son objectif, la sonde interrompt subitement ses communications. Le 4 novembre 1962, Spoutnik 24 (Mars 1962B) qui emporte le premier atterrisseur jamais conçu, ne réussit pas l'injection sur une orbite de transit. En 1964, l'URSS effectue une nouvelle tentative avec le lancement de Zond 2, le 30 novembre 1964, mais les liaisons avec la sonde sont perdues alors que la sonde est en route pour Mars.
La NASA entre dans la course vers Mars avec le lancement de Mariner 3 le 5 novembre 1964 mais une éjection défectueuse de la coiffe entraine l'échec de la mission. Finalement, c'est Mariner 4 lancé le 28 novembre 1964 qui parvient pour la première fois à effectuer un survol de la planète après 8 mois de transit : la sonde fournit les premières images détaillées le 14 juillet 1965 qui révèle un paysage de cratères et effectue des relevés de la pression atmosphérique et de la température en surface tout en constatant l'absence de champ magnétique. Mariner 6 et Mariner 7, lancées respectivement le 24 février 1969 et le 27 mars 1969 complètent ce succès mais les résultats obtenus sont occultés par les premiers pas de l'homme sur la lune. Deux nouvelles sondes américaines sont lancées durant la fenêtre de lancement suivante en 1971 :  Mariner 8 n'atteint pas l'orbite terrestre mais Mariner 9, lancé le 30 mai 1971, réussit la première satellisation d'une sonde autour d'une autre planète que la Terre. L'orbiteur réalise une cartographie complète de la surface de Mars, transmet les premières images détaillées des volcans, de Valles Marineris, des calottes polaires et des satellites Phobos et Déimos et révèle également l'existence de tempêtes globales.
En 1971, peu après l'échec de Cosmos 419 dix ans après la première sonde Mars 1, les  soviétiques lancent avec succès Mars 2 et Mars 3 le 19 mai 1971 et le 28 mai 1971. Chacune de ces deux sondes emporte avec elle un orbiteur qui doit se placer en orbite autour de Mars et un atterrisseur qui doit se poser sur le sol martien.

## Objectifs
L'orbiteur de Mars 2 a pour mission de photographier le sol et les nuages martiens, de déterminer la température sur Mars, d'étudier la topographie. Il doit étudier la composition et les caractéristiques physiques de la surface, mesurer les propriétés de l'atmosphère ainsi que les radiations solaires, le vent solaire et les champs magnétiques martien et dans l'espace interplanétaire. L'orbiteur doit également servir de relais entre l'atterrisseur et la Terre.
L'atterrisseur doit réussir un atterrissage en douceur sur la planète Mars. Il doit retourner des photos de la surface et des données sur les conditions météorologiques, la composition de l'atmosphère et les caractéristiques mécaniques et chimiques du sol.

## Caractéristiques techniques
Mars 3, comme sa jumelle Mars 2, constitue une nouvelle génération de sonde spatiale[Comment ?]. La sonde, d'une masse totale de 4 650 kg au lancement (en incluant le carburant), est haute de 4 mètres pour une envergure de 5,9 mètres avec les panneaux solaires déployés.  Elle comprend d'une part un orbiteur destiné à se placer en orbite autour de Mars, et d'autre part un atterrisseur qui doit se poser sur le sol martien.

### L'orbiteur
L'orbiteur a une masse de 3 440 kg avec le plein de carburant. Il est constitué d'une structure centrale dans laquelle se trouvent les réservoirs de carburant et de comburant. Le moteur-fusée principal est monté sur un cardan fixé à la base du cylindre. Le module de descente est situé au sommet du réservoir. Les deux panneaux solaires s'étendent de part et d'autre du réservoir central. Une antenne à grand gain en forme de parabole de 2,5 mètres de diamètre est fixée sur l'un des côtés du réservoir et assure les communications à haut débit en utilisant la fréquence 928,4 MHz. Les instruments scientifiques et le système de navigation sont installés sur le pourtour du réservoir. Les antennes qui assurent les communications avec l'atterrisseur sont fixées sur les panneaux solaires. Trois antennes à bas gain assurant des communications à faible débit sont fixées près de l'antenne parabolique.

### L'instrumentation scientifique de l'orbiteur
Les instruments scientifiques de l'orbiteur de Mars 3 sont pour la plupart installés dans un compartiment étanche. Ils comprennent, :
- un radiomètre infrarouge travaillant dans une bande comprise entre 8 et 40 micromètres qui doit mesurer la température du sol martien (jusqu'à −100 °C). L'instrument a une masse de 1 kg ;
- un photomètre infrarouge pour mesurer l'absorption de la vapeur d'eau atmosphérique vers 1,38 micromètre, afin de déterminer sa concentration ;
- un photomètre ultraviolet fonctionnant dans trois bandes spectrales différentes pour détecter l'hydrogène atomique, l'oxygène et l'argon dans la haute atmosphère ;
- un capteur opérant dans la bande alpha de la série de Lyman, chargé de détecter l'hydrogène dans la haute atmosphère ;
- un photomètre opérant dans six bandes spectrales du domaine visible comprises entre 0,35 et 0,70 micromètre ;
- un spectromètre infrarouge fonctionnant dans la bande des 2,06 micromètres mesure la raie d'absorption du dioxyde de carbone permettant d'estimer l'abondance de celui-ci dans l'axe de l'instrument. Cette information permet de déterminer l'épaisseur optique de l'atmosphère et d'en déduire le relief ;
- un radiotélescope et un radiomètre doivent mesurer la réflectivité de la surface et de l'atmosphère en lumière visible (0,30 à 0,60 micromètre), la réflectivité radio de la surface (3,4 centimètres) et la constante diélectrique à une profondeur comprise entre 35 et 50 centimètres ;
- deux caméras comportant différents filtres et ayant le même axe de visée prennent des images avec une définition de 1000 × 1000 pixels et une résolution variant entre 10 et 100 mètres par pixel. : une caméra à champ étroit (4°) avec une focale de 350 mm et une caméra grand-angle avec une focale de 52 mm ;
- durant le vol, des mesures du rayonnement cosmique et du vent solaire sont effectuées à l'aide de huit capteurs à champ étroit. Ceux-ci sont répartis sur le corps de l'orbiteur et mesurent la vitesse, la température et la composition du vent solaire pour les particules dont l'énergie s'échelonne entre 30 et 10 000 eV ;
- un magnétomètre trois axes monté au bout d'un mât installé sur l'un des panneaux solaires doit mesurer le champ magnétique interplanétaire et l'éventuel champ magnétique martien ;
- une expérience scientifique française baptisée Stéréo 1 et chargée de mesurer les radiations solaires en ondes métriques en conjonction avec des mesures effectuées depuis la Terre à la station de RadioAstronomie de Nançay . L'objectif est d'étudier la directivité des tempêtes solaires en les observant simultanément depuis deux points éloignés dans l'espace. Le capteur est installé sur l'un des panneaux solaires ;
- une expérience d'occultation radio doit permettre d'analyser l'atmosphère martienne en étudiant son impact sur les émissions radio lorsque la sonde est sur le point de passer ou émerge de derrière la planète et que l'atmosphère s'interpose entre la sonde et la Terre.

### Le module de descente
Le module de descente de Mars est situé au sommet de la plateforme de l'orbiteur à l'opposé du système de propulsion. Il comprend un atterrisseur en forme de sphère de 1,2 mètre de diamètre surmonté par un bouclier conique de 2,9 mètres de diamètre chargé également d'effectuer un freinage aérodynamique, un système de parachutes et des rétrofusées. La masse totale du module de descente avec le plein de carburant est de 1 210 kg dont 358 kg correspondent à l'atterrisseur proprement dit. Des micromoteurs utilisant de l'azote assurent le contrôle de l'orientation. Au sommet de l'atterrisseur se trouvent le parachute principal et auxiliaire, les moteurs chargés d'initialiser l'atterrissage et l'altimètre radar. Le choc de l'atterrissage est amorti à l'aide de mousse. L'atterrisseur sphérique comporte 4 pétales triangulaires qui s'ouvrent après l'atterrissage en mettant d'aplomb si nécessaire la capsule et en mettant à l'air libre les équipements scientifiques.
La sonde emporte deux caméras de télévision qui peuvent effectuer une prise de vue panoramique du sol sur 360°, un spectromètre de masse pour étudier la composition de l'atmosphère. Elle emporte également une station météorologique permettant de mesurer la température, la pression et la vitesse du vent ainsi que des équipements permettant d'étudier les propriétés chimiques et mécaniques de la surface de Mars. Elle dispose également d'un équipement qui doit rechercher des composés organiques et des signes de vie envoyés à l'orbiteur qui les survole puis les retransmet vers la Terre. Tous les équipements utilisent l'énergie électrique de batteries chargées par l'orbiteur avant la séparation. La température est contrôlée à l'aide de couches d'isolants thermiques et un ensemble de radiateurs. L'atterrisseur est stérilisé avant le lancement pour éviter toute contamination de l'environnement martien.

### Le rover Prop-M
L'atterrisseur de Mars 3 emporte un petit robot marcheur baptisé PROP-M. Le robot a une masse de 4,5 kg et est relié à l'atterrisseur par un câble pour les télécommunications. Le robot peut se déplacer à l'aide d'une paire de « skis » dans la limite fixée par la longueur du câble à savoir 15 mètres. Le rover emporte un pénétromètre dynamique et un densitomètre à radiation. Le corps du robot a la forme d'une boite trapue avec une saillie en son centre. Les deux skis sont fixés sur le côté et maintiennent le corps légèrement au-dessus du sol. Sur le devant du corps se situent des barres qui permettent de détecter des obstacles. Le robot devait être placé sur le sol par un bras, se déplacer dans le champ de la caméra et faire des mesures tous les 1,5 mètre. Les traces laissées dans le sol par le robot auraient permis de déterminer les caractéristiques mécaniques de celui-ci.

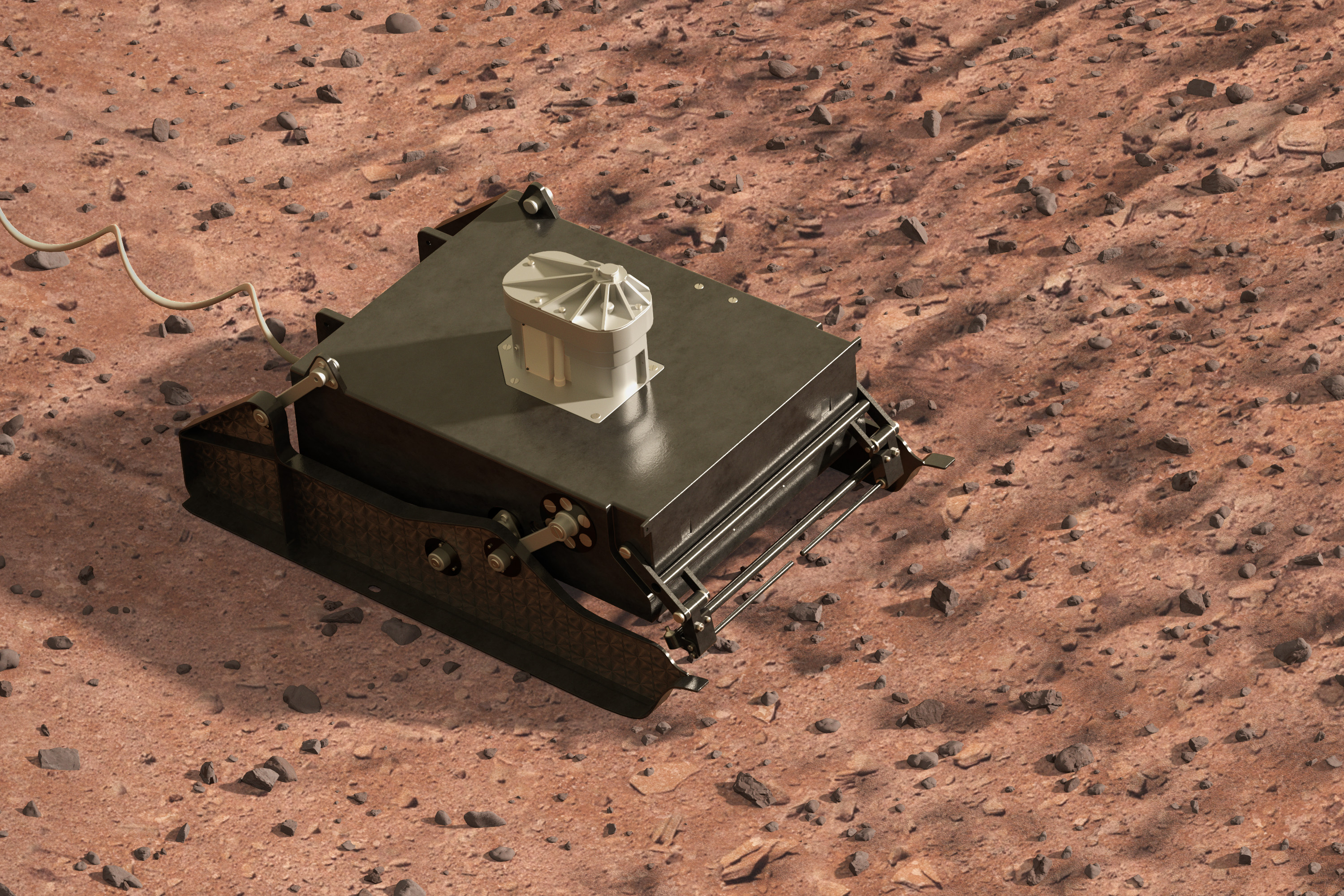
Vue d'artiste du rover Prop-M.
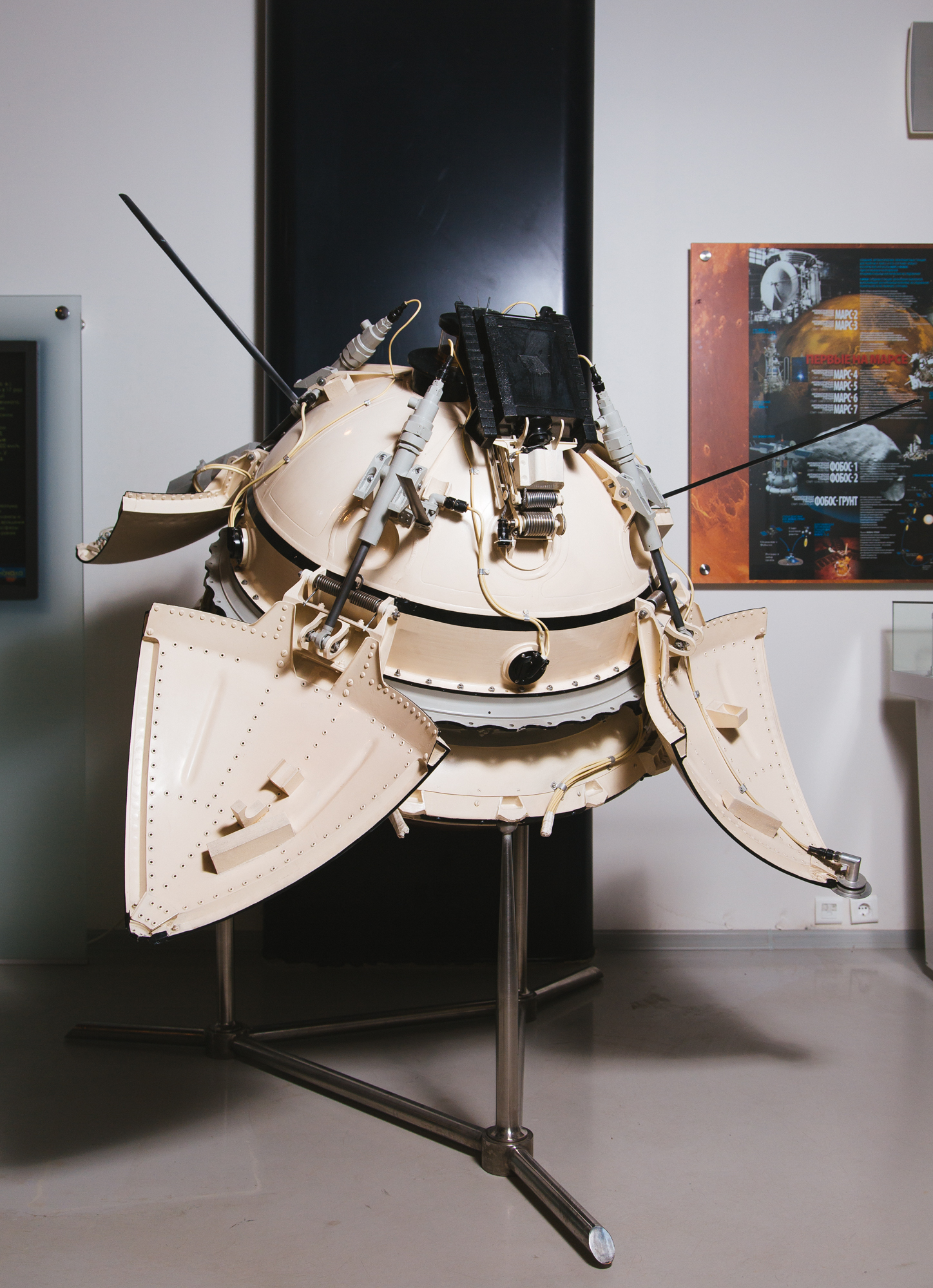
Maquette à l'échelle de l'atterrisseur Mars 3 Lander au Musée mémorial de l'astronautique à Moscou. PrOP-M est visible en haut.

## Déroulement de la mission
La sonde Mars 3 est lancée le 28 mai 1971 par un lanceur lourd Proton utilisant un étage supérieur de type Bloc D. Une correction de trajectoire est effectuée le 8 juin durant le transit entre la Terre et Mars. Le module de descente se sépare le 2 décembre 1971 à 9h14 UT de l'orbiteur, 4 heures 35 minutes avant d'atteindre Mars.
L'orbiteur avait perdu une partie de son carburant durant le transit entre la Terre et Mars et ce qui restait ne lui permet pas d'insérer sur une orbite de 25 heures comme planifié. Le moteur principal de l'orbiteur ne parvient à insérer l'engin que sur une orbite très elliptique d'une durée de 12 jours et 19 heures pour un inclinaison de 48,9° similaire à celle de Mars 2. L'orbiteur parvient malgré tout à collecter et transmettre de nombreuses données scientifiques entre décembre 1971 et mars 1972 et les transmissions radio continuent jusqu'en Août 1972, date à laquelle les responsables soviétiques annoncent la fin de la mission de l'orbiteur et de celui de Mars 2. Mars 3 a alors bouclé 20 orbites tandis que Mars 2, qui a réussi à se placer sur l'orbite prévue, a effectué 362 tours de la planète.  

### La descente sur Mars

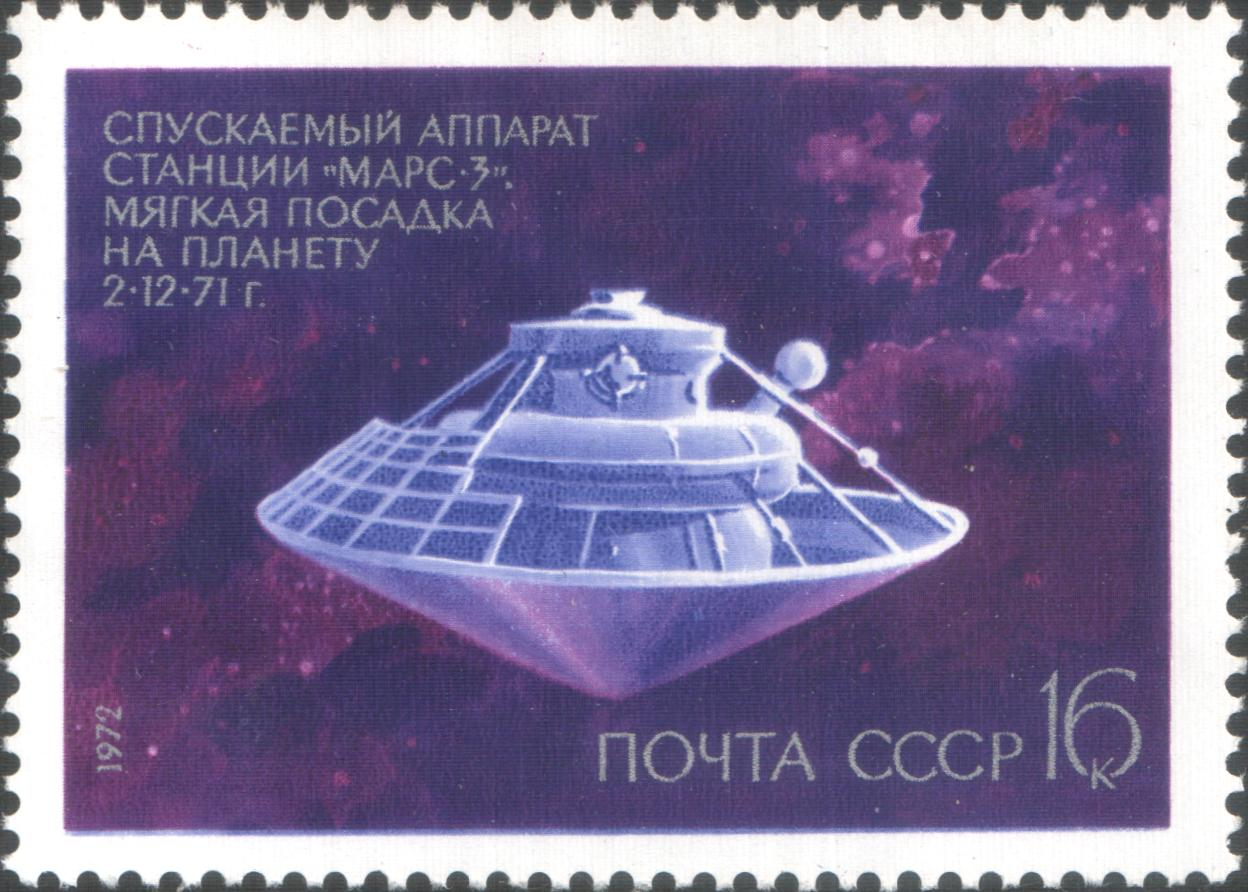
Timbre de l'Union soviétique émis en 1972 en l'honneur de la mission Mars 3

Le module de descente se sépare de l'orbiteur le 2 décembre à 9h14 UTC. Le moteur du module de descente s'allume 15 minutes plus tard pour tourner le bouclier vers l'avant. À 13h47 UTC, le module de descente pénètre dans l'atmosphère martienne à une vitesse d'environ 5,7 km par seconde et avec une incidence inférieure à 10°. Le parachute frein est ensuite déployé, puis le parachute principal qui reste fermé jusqu'à ce que la vitesse ne soit plus hypersonique. Le bouclier thermique est alors éjecté et le radar altimètre est mis en marche. À une altitude de 20 à 30 mètres, alors que la vitesse est encore de 60 à 110 m/s, le parachute principal est largué et une petite fusée le propulse sur le côté pour qu'il ne retombe pas sur l'atterrisseur. Des rétrofusées sont déclenchées pour ralentir l'engin avant son contact avec le sol martien. Toute la séquence de rentrée atmosphérique dure un peu plus de 3 minutes.
Mars 3 atterrit avec une vitesse verticale d'environ 20,7 m/s (75 km/h) à 13h50 UTC par 45° de latitude Sud et 158° de longitude ouest. L'intérieur de la capsule comporte des absorbeurs de choc qui doivent permettre aux équipements de survivre à l'impact. Les quatre pétales qui obturent le compartiment s'ouvrent et l'atterrisseur commence à émettre à 13h52 UCT (MSD 34809 3:06 AMT, 11 Libra 192 Darien), 90 secondes après l'atterrissage. Mais, 20 secondes après le début de la transmission de la première image prise par les caméras, la liaison est interrompue. L'origine de la panne n'est pas connue mais elle est peut-être liée à la tempête de sable en cours depuis un certain temps sur l'ensemble de la planète. Une image partielle incomplète réalisée dans des conditions de très faible luminosité (50 lux) est le seul résultat qu'a pu transmettre l'atterrisseur.
| Mars 3 Viking 1 Viking 2 Mars Pathfinder Spirit Opportunity Phoenix Curiosity Perseverance Beagle 2 Schiaparelli InSight Mars 6 Mars 2 |

Position de Mars 3 par rapport aux autres sondes spatiales ayant atterri sur Mars.

## Résultats scientifiques
Mars 3 a transmis en tout 60 photos qui révèlent des sommets dépassant les 22 km. Les instruments de la sonde indiquent la présence d'atomes d'hydrogène et d'oxygène dans la couche supérieure de l'atmosphère. La température de la surface oscille entre −110 °C et + 13 °C, la pression en surface entre 5,5 et 6 millibars, tandis que la densité de la vapeur d'eau est 5 000 fois plus basse que dans l'atmosphère terrestre. La base de l'ionosphère débute à une altitude comprise entre 80 et 110 km. Les poussières soulevées par les tempêtes s'élèvent jusqu'à une altitude de 7 km. Les données collectées permettent de dresser une carte en relief de la surface et fournissent des informations sur la gravité martienne et les champs magnétiques.